# Kirsten Emmelmann
Kirsten Emmelmann (născută Siemon; n. 19 aprilie 1961, Warnemünde⁠(d), Republica Democrată Germană, Germania) este o atletă ce a reprezentat Republica Democrată Germană, medaliată olimpică. A participat la o ediție a Jocurilor Olimpice (1988) în care a câștigat medalia de bronz în proba de 4x400 de metri.

## Palmares
| An   | Competiție                      | Locație                     | Loc | Eveniment | Note    |
| ---- | ------------------------------- | --------------------------- | --- | --------- | ------- |
| 1979 | Campionatul European de Juniori | Bydgoszcz, Polonia          | 1   | 100 m     | 11,57   |
| 1979 | Campionatul European de Juniori | Bydgoszcz, Polonia          | 5   | 200 m     | 23,48   |
| 1979 | Campionatul European de Juniori | Bydgoszcz, Polonia          | 1   | 4x100 m   | 43,95   |
| 1981 | Cupa Mondială                   | Roma, Italia                | 1   | 4x100 m   | 42,22   |
| 1982 | Campionatul European            | Atena, Grecia               | 1   | 4x400 m   | 3:19,04 |
| 1983 | Campionatul European în sală    | Budapesta, Ungaria          | 2   | 400 m     | 51,70   |
| 1985 | Campionatul European în sală    | Pireu, Grecia               | 2   | 200 m     | 23,06   |
| 1985 | Cupa Europei                    | Moscova, Uniunea Sovietică  | 2   | 400 m     | 50,20   |
| 1985 | Cupa Europei                    | Moscova, Uniunea Sovietică  | 2   | 4x400 m   | 3:20,10 |
| 1985 | Cupa Mondială                   | Canberra, Australia         | 1   | 4x400 m   | 3:19,49 |
| 1986 | Campionatul European în sală    | Madrid, Spania              | 3   | 200 m     | 23,28   |
| 1986 | Campionatul European            | Stuttgart, Germania de Vest | 4   | 400 m     | 50,43   |
| 1986 | Campionatul European            | Stuttgart, Germania de Vest | 1   | 4x400 m   | 3:16,87 |
| 1987 | Campionatul European în sală    | Liévin, Franța              | 1   | 200 m     | 23,10   |
| 1987 | Cupa Europei                    | Praga, Cehoslovacia         | 2   | 4x400 m   | 3:20,60 |
| 1987 | Campionatul Mondial             | Roma, Italia                | 3   | 400 m     | 50,20   |
| 1987 | Campionatul Mondial             | Roma, Italia                | 1   | 4x400 m   | 3:18,63 |
| 1988 | Jocurile Olimpice               | Seul, Coreea de Sud         | 12  | 400 m     | 50,39   |
| 1988 | Jocurile Olimpice               | Seul, Coreea de Sud         | 3   | 4x400 m   | 3:18,29 |

## Legături externe
- Materiale media legate de Kirsten Emmelmann la Wikimedia Commons
- en Kirsten Emmelmann la World Athletics
- en Kirsten Emmelmann la Olympedia.org